# Philemon Arthur and the Dung (musikalbum)
Philemon Arthur and the Dung är den svenska proggduon Philemon Arthur and the Dungs självbetitlade debutalbum, utgivet på skivbolaget Silence Records 1972 (skivnummer SRS 4607). Skivan utgavs senare i sin helhet på samlingsalbumet Musikens historia del 1 och 2 (1992).
För skivan tilldelades gruppen en grammis 1972 i kategorin "Årets grupproduktion". Detta beslut väckte en kritikstorm som var den avgörande orsaken till att grammisgalan lades ned samma år. Den återuppstod först femton år senare, 1987.
Omslaget gjordes av Mats Victorson.
År 2023 gav Silence Records ut en nyutgåva av albumet på vinyl i 1 000 exemplar. Nyutgåvan inkluderade även en maxisingel innehållande Philemon Arthur and the Dungs coverversion av bob hunds låt "Reinkarnerad exakt som förut" och bob hunds coverversion av Philemon and the Dungs "Får jag spy i ditt paraply?".

## Låtlista
Alla låtar är skrivna av Philemon Arthur.
A
1. "In kommer Gösta" - 3:16
2. "Du är min enda vän" - 3:08
3. "Missan spinner" - 0:21
4. "Subjekt och predikat" - 0:47
5. "Dyngan rinner i takt" - 1:16
6. "Om ni tycker jag undviker er" - 3:10
7. "Ingenting i din hjärna" - 2:21
8. "Stanna där ni är" - 1:14
9. "Naturen" - 1:33
10. "Scoutvisan" - 2:01
11. "Jag vill va i fred" - 1:43
12. "En liten stuga" - 0:53
13. "Lille Pelle" - 2:01
14. "Goddag Gösta" - 0:55

B
1. "Min hund" - 0:48
2. "Blomman" - 2:27
3. "Mor Anka" - 2:30
4. "Men va fanken" - 3:55
5. "Henning i sin presenning" - 2:25
6. "Hedersmannen" - 0:52
7. "All makt åt Folke" - 4:41
8. "Den sista veckan" - 6:20

## Mottagande
Kritikern Alf Thoor skrev i Expressen: "Deras röster påminner om ljudet från en illa filad samt rostig bågsåg som en regnig måndagsmorgon dras över en kvistig granklamp".

### Fotnoter
1. 1 2 3  ”Philemon Arthur and the Dung”. Discogs.com. http://www.discogs.com/Philemon-Arthur-The-Dung-Philemon-Arthur-The-Dung/release/729335. Läst 28 augusti 2012.
2. ↑  ”Musikens historia del 1 och 2”. Discogs.com. http://www.discogs.com/Philemon-Arthur-The-Dung-Musikens-Historia-Del-1-Och-2/release/379539. Läst 28 augusti 2012.
3. 1 2  Gradvall et al (2009), s. 347
4. ↑  50 år efter Grammischocken – nu ges kultskivan ut på nytt: ”En cirkel som sluts”, Värmlands Folkblad, 2023-04-21, läst 2023-05-15.
5. ↑  ”Philemon Arthur & the Dung + Hund”. Silence Records. https://silence.se/shop/philemon-arthur-the-dung/philemon-arthur-the-dung-hund/.